# Troglohyphantes karawankorum
Troglohyphantes karawankorum là một loài nhện trong họ Linyphiidae.
Loài này thuộc chi Troglohyphantes. Troglohyphantes karawankorum được Christa L. Deeleman-Reinhold miêu tả năm 1978.